# Матагорда (залив)
Матагорда (англ. Matagorda Bay) — крупный залив на побережье Техаса (США), входящий в акваторию Мексиканского залива. Площадь залива — около 1093 км².

## География

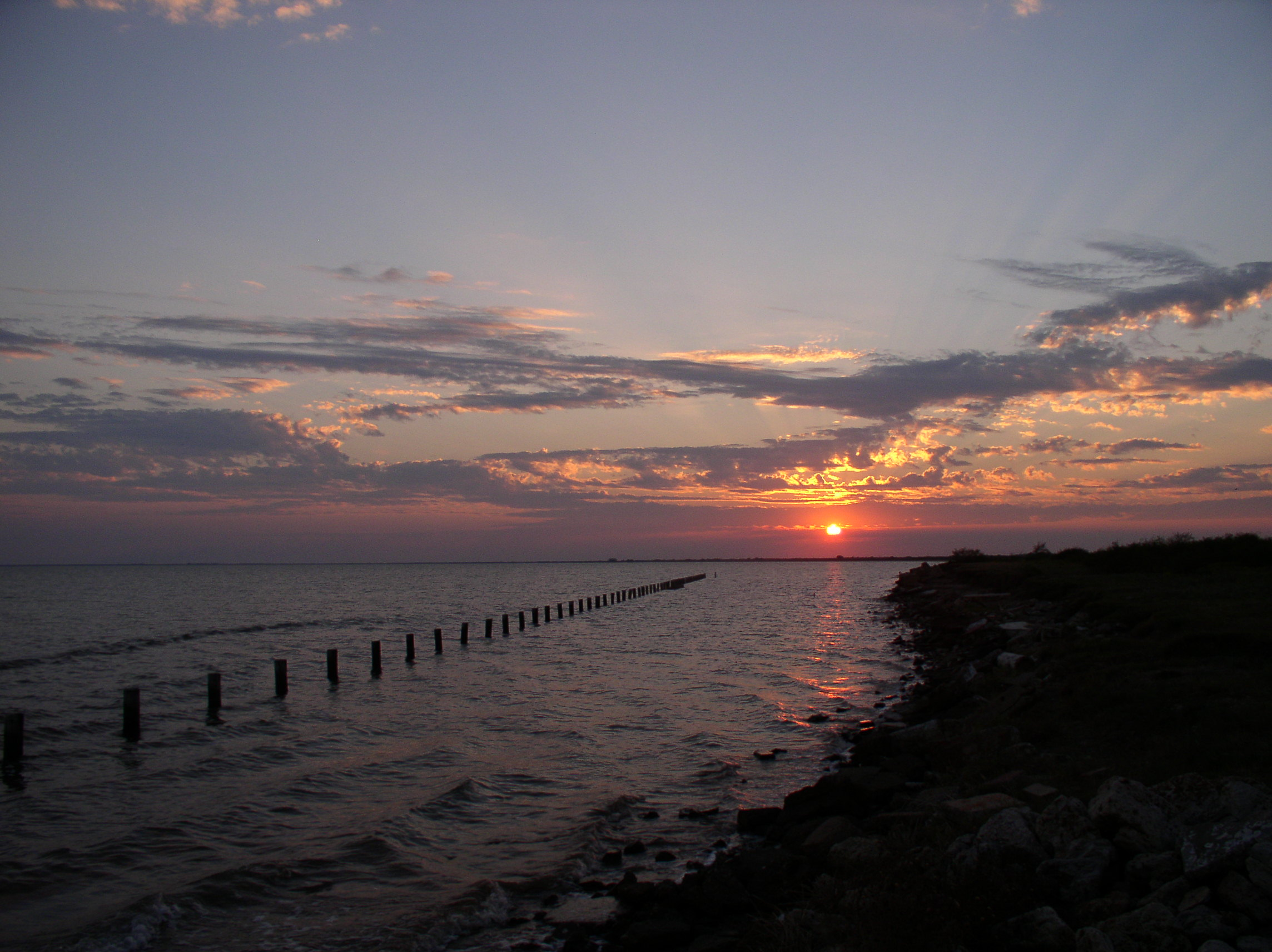
Залив Матагорда у Дженсен-Пойнта

Залив Матагорда отделён от Мексиканского залива узкой полоской земли полуострова Матагорда, которая является защитой от штормов и приливов. Этот полуостров также отделяет залив Матагорда от находящегося с восточной стороны от него залива Ист-Матагорда. Залив Матагорда соединяется с Мексиканским заливом проливом Кавальо, который проходит между островом Матагорда на западе и полуостровом Матагорда на востоке.
В северной части залива Матагорда с ним соединяются бухты Трес-Палашес (Tres Palacios Bay), Тертл-Бей (Turtle Bay), Каранкауа (Carancahua Bay), Келлер (Keller Bay), Кокс (Cox Bay) и Лавака (Lavaca Bay). Через залив Матагорда проходит Береговой канал. Портовые сооружения имеются в расположенных на берегу залива городах Порт-Лавака и Паласиос, а также в населённом пункте Порт-О’Коннор.
Залив Матагорда омывает берега техасских округов Калхун (центром которого является Порт-Лавака) и Матагорда.

## История

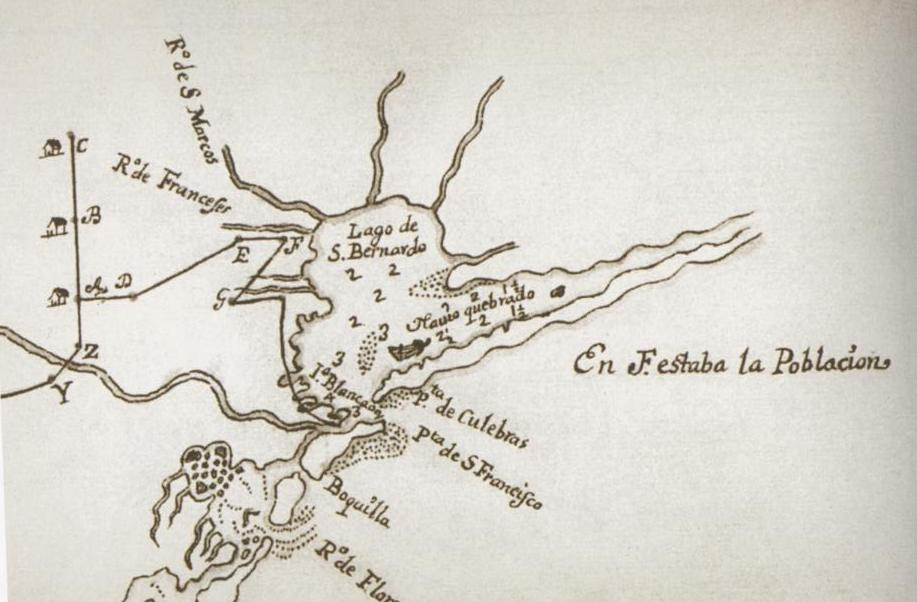
Залив на карте 1689 года

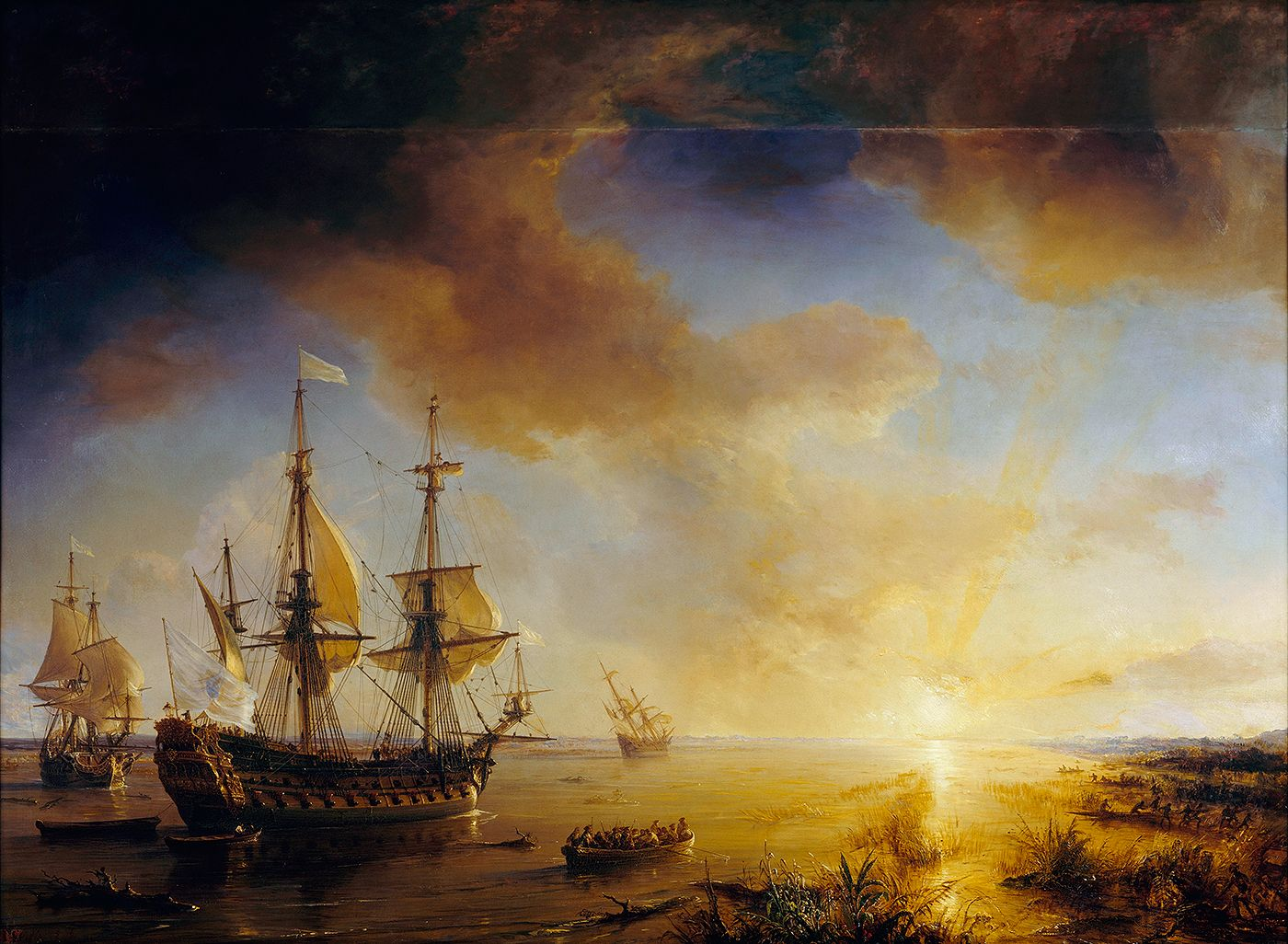
Корабли экспедиции Ла-Саля у входа а залив Матагорда (Теодор Гюден, 1844)

Самое раннее известное упоминание залива, под названием Эспириту-Санто (Espíritu Santo), было на карте экспедиции Алонсо Альвареса де Пинеды, которая проходила в 1518—1519 годах. Впоследствии залив также упоминался под именем Сан-Бернардо. В 1685 году в поисках устья Миссисипи в залив зашли корабли экспедиции Рене-Робера Кавелье де Ла Саля, который основал поселение в районе соединённого с Матагордой залива Лавака.
В середине 1840-х годов у юго-западной оконечности залива был основан город Индианола, который стал основным портом, через который прибывали в Западный Техас иммигранты из Европы и Америки, и одним из главных портов на побережье Мексиканского залива. В 1875 году город был разрушен ураганом, а то, что удалось восстановить, было окончательно разрушено ураганом 20 февраля 1886 года. После этого город не восстанавливался и был заброшен.
В заливе Матагорда вылавливают креветок, устриц, голубых крабов и разные виды рыб.

## Рыбная ловля
Залив Матагорда является одним из популярных мест для рыбной ловли в Техасе. В нём водятся форель, камбала, большой каранкс, бородатый тёмный горбыль и другие виды рыб.